# Sir Breunor le Noire

Blasón de Breunor le Noire.

Sir Breunor le Noire (o Brunor), apodado La Cote Mal Taile ('la armadura deformada') por sir Kay el Senescal, es un caballero de la Mesa Redonda. Fue nombrado caballero tras salvar a la Reina Ginebra de un león que se había escapado de su jaula.
- Datos: Q2355226